# James Lee
James Lee (1715 — 1795) foi um botânico britânico.
Foi jardineiro no Syon House, propriedade do conde Northumberland, situado no sudeste de Londres (Inglaterra), tornando-se um viticultor em 1760, em Hammersmith.
Traduziu partes da obra de Carl von Linné (1707-1778) sob o título Introduction to the Science of Botany (1760). 
Introduziu na Grã-Bretanha a cultura da Fuchsia e numerosas espécies de plantas exóticas.